# Loggia Arvedi
La loggia Arvedi è un edificio civile situato lungo via Mazzini a Verona, opera più rappresentativa, nell'ambito dell'edilizia privata, dell'architetto Giuseppe Barbieri.

## Storia e descrizione
L'edificio è stato commissionato nel 1815 all'architetto veronese Giuseppe Barbieri dal ricco imprenditore e mercante di seta Giovan Antonio Arvedi, che desiderava rinnovare un caseggiato situato in una posizione difficile, all'imbocco di uno stretto bivio, lungo via Mazzini. Barbieri adottò una soluzione pregevole che andò a regolarizzare e ad allargare la strada e che ridiede decoro a quest'angolo di città.
La facciata del palazzo si contraddistingue per la sua suddivisione in due ordini di cui quello inferiore a bugnato e traforato da una serie di archi, con la parte centrale leggermente aggettante cui corrisponde, nell'ordine superiore, un'ampia loggia tetrastila di ordine ionico, con un fondale ad esedra e coronata da un ricco frontone. Evidenti sono i richiami ai celebri architetti rinascimentali veneti Sanmicheli e Palladio.
Le decorazione scolpite in facciata (Ercole che uccide il leone Nemeo sul frontone e Mercurio sulla chiave d'arco) sono chiare allusioni simboliche al potere della ricca borghesia mercantile, che in quel momento si stava sostituendo a quello dell'aristocrazia.